# Meconopsis forrestii
Meconopsis forrestii är en vallmoväxtart som beskrevs av David Prain. Meconopsis forrestii ingår i släktet bergvallmor, och familjen vallmoväxter. Inga underarter finns listade i Catalogue of Life.